# Memorial Nencini
De Memorial Nencini was een eendagswielerwedstrijd die verreden werd in Italië van 1980 tot 1997 ter nagedachtenis van de wielrenner Gastone Nencini. Het was een individuele klimtijdrit.

## Meervoudige winnaars
| Overwinningen | Renner             | Land   | Jaren      |
| ------------- | ------------------ | ------ | ---------- |
| 2             | Claudio Chiappucci | Italië | 1993, 1995 |

## Overwinningen per land
| Overwinningen | Land                                                  |
| ------------- | ----------------------------------------------------- |
| 13            | Italië                                                |
| 1             | Australië, Spanje, Verenigde Staten, Letland, Rusland |